# Danae jucunda
Danae jucunda is een keversoort uit de familie zwamkevers (Endomychidae). De wetenschappelijke naam van de soort werd in 1936 gepubliceerd door Gilbert John Arrow.